# Тамазишвили, Александр Отарович
Алекса́ндр Ота́рович Тамазишви́ли (25 июня 1951 — 22 февраля 2017) — российский востоковед, заведующий архивом Института востоковедения РАН (город Москва). Публикатор ряда архивных материалов. Автор биографических исследований, связанных с академиком Н. И. Конрадом.

## Основная библиография
- Некоторые материалы к творческой биографии В. А. Гурко-Кряжина / Тамазишвили А. О. — Б. м. — С. 90-102. Анналы; Вып. 3.
- Памяти Алексея Степановича Перевертайло / Тамазишвили А. О. // Народы Азии и Африки; N 5. — С. 218—219.
- Тамазишвили А. Востоковедение в 1918 г. // Азия и Африка сегодня. — 1993. — № 11. — С.60-63.
- Тамазишвили, А. О. К столетию Н. И. Конрада // Япония 1991—1992. Ежегодник. М., 1994. 194—202.
- Конрад Н. И. Неопубликованные работы. Письма / Составители М. Ю. Сорокина, А. О. Тамазишвили. Ответственные редакторы В. М. Алпатов, А. И. Клибанов. М.: «Российская политическая энциклопедия» (РОССПЭН), 1996. 544 с., илл.
- Российское Палестинское Общество и перспективы его работы // Неизвестные страницы отечественного востоковедения / Публ. А. О. Тамазишвили. — М., 1997. — C. 142—150.
- Тамазишвили, А. О. Николай Конрад: обращение к будущему? // Российские востоковеды. Страницы памяти. М.: Муравей, 1998. — C. 63—105 — ISBN 5-89737-015-X.
- Неизвестный, нежелательный, необходимый (к переписке Института востоковедения АН СССР о репатриации Ю. Н. Рериха). / Тамазишвили Александр Отарович. — Б.м.. — С. 194—208, ил. Вестник Евразии = Acta Eurasica; 113552. — М.: Б/и, 1999.
- Ссылаясь на Сталина… [Текст] : к проблеме мифологизации роли полит. руководства СССР в развитии отечеств. востоковедения: Журн. вариант / А. О. Тамазишвили // Восток: Афр.-азиат. о-ва: история и современность. — 2000. — N 6. — С. 88—100.
- Тамазишвили А. О. Послесловие [к публикации доклада Б. Н. Заходера «Е. Э. Бертельс»]. — Иранистика в России и иранисты. — М., 2001. — С. 185—186.
- Неизвестные страницы отечественного востоковедения: [сборник] / Рос. акад. наук, Ин-т востоковедения, С.-Петерб. фил. арх. РАН; [сост. В. В. Наумкин (отв. ред.), Н. Г. Романова, И. М. Смилянская]. — М.: Вост. лит., 2004. А. О. Тамазишвили. Из истории изучения в СССР творчества Низами Гянджеви: вокруг юбилея — Е. Э. Бертельс, И. В. Сталин и другие. — С. 173—199.